# Ali Reza Farahnakian
Ali Reza Farahnakian (Teheran, 26 ottobre 1969) è un attore statunitense.
Attore, scrittore e attore della commedia dell'arte, è il fondatore del The Peoples Improv Theater (The PIT) a New York ed è co-protagonista della serie Delocated di Adult Swim.
La sua carriera è iniziata nel 2000, ma la sua fama è arrivata solo dieci anni dopo quando ha recitato nel film Fuori controllo con Mel Gibson.

## Biografia
Nato in Iran, ma cresciuto in North Carolina, si laureò presso l'Università della Carolina del Nord nel 1990.
Si trasferì poi a Chicago, attratto dall'improvvisazione teatrale divenne uno degli attori di The Second City di Chicago all'iO Theater e fu uno dei soci fondatori della Upright Citizens Brigade (UCB) insieme a Matt Besser, Ian Roberts, Horatio Sanz e Adam McKay.
Farahnakian ha scritto per il programma televisivo Saturday Night Live nella stagione 1999–2000 e per molti anni ha presentato degli sketch nel programma Late Night with Conan O'Brien. Fra i personaggi memorabili dello spettacolo c'era la sua interpretazione dell'agente di Conan, Ari Palone.
Nel 2001 il suo monologo Word of Mouth è stato presentato a The Comedy Festival. Nel 2002 ha fondato il PIT (The Peoples Improv Theater) a New York in onore al suo mentore Del Close.
Ha anche scritto per la serie di sketch Human Giant di MTV e ha realizzato dei pezzi per il sito web di Channel 101.
È comparso inoltre nei film  Edge of Darkness e Arthur e nei programmi televisivi Law & Order: Special Victims Unit, 30 Rock e Louie. Nel 2012 si è unito al cast della terza stagione dello spettacolo Delocated, su Adult Swim, con Jon Glaser, dove ha recitato la parte di TB, l'agente federale, guardia del corpo di Jon.

## Vita privata
È sposato dal 2004 con Beth Saunders.